# Simon den store
Simon I den store (georgiska: სიმონ I დიდი) var en georgisk kung från 1556 till 1599.